# Коррадо Вічіані
Коррадо Вічіані (італ. Corrado Viciani, нар. 3 грудня 1929, Бенгазі — пом. 12 лютого 2014, Кастільйон-Фьорентіно) — італійський футболіст, що грав на позиції як опорний півзахисник. По завершенні ігрової кар'єри — футбольний тренер.
Як гравець виступав у Серії А за клуби «Фіорентина» та «Дженоа». Пізніше, як тренер, він отримав прізвиська «Пророк» і «Майстер» за його футбол, заснований на короткій грі, сучасній і ефектній тактичній системі, який допоміг омолодити традиційну італійську гру.
Найбільши вклад як тренер зробив в роботі з «Тернаною», яка за його керівництва здобула найбільш значущі результати, зокрема вперше вийшла у вищий дивізіон, через що Вічіані визнається як одна з найбільших фігур в історії «россоверді»; Також значимою була його робота з «Палермо», яке він привів до першого фіналу Кубка Італії в історій команди.

## Ігрова кар'єра
Народився 3 грудня 1929 року в місті Бенгазі, Італійська Лівія. Після того як внаслідок Другої світової війни Італія втратила ці території, Вічіані переїхав зі своєю родиною в Кастільйон-Фьорентіно, тосканське місто, з якого родом були його батьки. Тут Коррадо почав займатись футболом у школі клубу «Кастільйонезе». З 1947 року виступав за першу команду клубу в нижчих дивізіонах чемпіонату Італії.
Своєю грою за цю команду привернув увагу представників тренерського штабу клубу «Фіорентина», до складу якого приєднався 1948 року. Відіграв за «фіалок» наступні п'ять сезонів своєї ігрової кар'єри, але не зміг виграти постійне місце в основі команди, зігравши загалом 31 матч чемпіонату і забивши один гол, який був проведений 8 лютого 1953 року у ворота «Новари». 
Влітку того ж року уклав контракт з клубом «Комо» з Серії B, у складі якого провів наступні три роки своєї кар'єри гравця, і стабільно грав протягом перших двох років, після чого також втратив статус основного гравця.
З 1956 року два сезони захищав кольори команди клубу «Дженоа» у Серії А, зігравши в чемпіонаті 47 матчів.
Згодом з 1958 по 1960 рік грав у складі римських команд Серії С «Федіт» та «Тевере».
Завершив професійну ігрову кар'єру у клубі «Фермана» з Серії D, де протягом 1960—1962 років був граючим тренером.
В цілому він провів 78 матчів і 1 забив гол у Серії А, а також 70 матчів і 1 гол у Серії B.

## Виступи за збірну
1952 року у складі олімпійської збірної Італії був у заявці Олімпійських ігор в Гельсінкі, проте за збірну так жодного матчу в кар'єрі і не зіграв.

## Кар'єра тренера
Після дворічної роботи граючим тренером «Фермана» очолював ще одну команду Серії D «Санджорджезе», а з 1964 року працював з клубами Серії С «Равенною», «Прато» та «Тернаною». З останнім клубом Вічіані виграв Серію С, в результаті чого команда вперше за десять років в Серії В, а в наступному році він зайняв десяте місце в турнірі і зберіг прописку.
1969 року Вічіані очолив «Аталанту» з Серії В, але був звільнений в середині сезону. Під час короткого перебування в Бергамо Вічіані побачив тренерський талант у Іларіо Кастаньєра, його колишнього підопічного по «Прато», який тільки-но завершив ігрову кар'єру. Незважаючи на його юний вік Коррадо зробив Кастаньєра своїм помічником, допомігши йому розпочати тренерську кар'єру, яка в подальшому мала високий успіх — робота головним тренером в «Лаціо», «Мілані» та «Інтернаціонале», а також визнання найкращим тренером Серії А сезону 1978/79.
Вічіані же наступного року став тренером «Таранто» з Серії В, але також був звільнений ще до кінця сезону 1970/71.
Влітку 1971 року Вічіані повернувся до «Тернани», з якою виграв Серію В сезону 1971/72 і вперше в історії клубу вийшов у Серію А. У дебютному для себе і клубу сезоні в еліті команда зайняла останнє місце в чемпіонаті і вилетіла назад у нижчу лігу, проте того сезону у команді в дорослому футболі під керівництвом Вічіані дебютував Франко Сельваджі, майбутній чемпіон світу 1982 року.
Після вильоту Коррадо покинув команду і очолив «Палермо», яке в першому ж сезоні 1973/74 привів у фінал Кубка Італії, де його команда ппрограла в серії пенальті «Болоньї» на стадіо «Олімпіко» в Римі. У наступному сезоні під керівництвом Вічіані сицилійцям не вистачило лише двох очок щоб вийти до Серії А.
Після короткого періоду бездіяльності, в сезоні 1975/76 Вічіані став тренером «Авелліно» з Серії В, яке очолював до 1977 року. Після цього протягом трьох сезонів очолював «Кавезе», що виступало в Серії С і С1.
Восени 1980 року Вічіані повернувся в Серію B, ставши тренером «Ланероссі», але не врятував команду від вильоту в Серію С1.
1981 року Коррадо втретє очолив «Тернану», провівши з клубом два сезони у Серії C1, після чого тренував рідне «Чивітановезе» з Серії С2.
Після певного періоду бездіяльності, в сезоні 1985/86 він був тренером «Фоджі» з Серії C1, після чого працював у Серії С2 з клубами «Турріс», який врятував від вильоту в регіональну лігу, а потім і «Тернану», куди Вічіані повернувся в четвертий і останній раз, провівши в загальній складності 256 матчів у статусі тренера, ставши найдовготривалішим тренером в історії умбрійського клубу.
Він закінчив свою тренерську кар'єру на рубежі вісімдесятих і дев'яностих років , знову ж в Серії С2, очолюючи протягом декількох місяців «Ліворно» в сезоні 1989/90 і «Турріс», який знову врятував від вильоту.
Помер 12 лютого 2014 року на 85-му році життя у місті Кастільйон-Фьорентіно після тривалої хвороби.